# Westlock—St. Paul
Westlock—St. Paul (aussi connue sous le nom de Battle River) était une circonscription électorale fédérale canadienne dans la province de l'Alberta. Elle longeait la frontière saskatchewannaise au nord-est de la ville d'Edmonton et sur la rive nord de la rivière Saskatchewan-nord.
Sa population était de 99 081 dont 72 731 électeurs sur une superficie de 22 918 km². Les circonscriptions limitrophes étaient Vegreville—Wainwright, Edmonton—Sherwood Park, Edmonton—St. Albert, Edmonton—Spruce Grove, Yellowhead, Fort McMurray—Athabasca, Desnethé—Missinippi—Rivière Churchill et Battlefords—Lloydminster.

## Résultats électoraux
|       | Candidat                | Parti        | # de voix | % des voix |
|       | (x) Brian Storseth      | Conservateur | +32 652,  | 77,82 %    |
|       | Rob Fox                 | Libéral      | +02 569,  | 6,12 %     |
|       | Lyndsey Ellen Henderson | NPD          | +05 103,  | 12,16 %    |
|       | Lisa Grant              | Vert         | +01 634,  | 3,89 %     |
| Total | Total                   | Total        | 41 958    | 100 %      |

|       | Candidat           | Parti        | # de voix | % des voix |
|       | (x) Brian Storseth | Conservateur | +27 338,  | 72,72 %    |
|       | Leila Houle        | Libéral      | +03 416,  | 9,09 %     |
|       | Della Drury        | NPD          | +03 808,  | 10,13 %    |
|       | Aden Murphy        | Vert         | +02 522,  | 6,71 %     |
|       | Sip Hofstede       | Héritage     | +00510,   | 1,36 %     |
| Total | Total              | Total        | 37 594    | 100 %      |

## Historique
La circonscription fut fondée en 2003 à partir des circonscriptions de Lakeland, Elk Island, St. Albert, Yellowhead et Athabasca. En 2004, la circonscription adopta le nom de Battle River et revint aussitôt à son nom initial en 2005. Abolie lors du redécoupage de 2012, elle fut redistribuée parmi Lakeland, Fort McMurray—Cold Lake, Peace River—Westlock, Sturgeon River—Parkland et St. Albert—Edmonton.
1. 2004-2006 — Dave Chatters, PCC (député depuis 1993)
2. 2006-2015 — Brian Storseth, PCC

- PCC = Parti conservateur du Canada

1. ↑  Élections Canada.